# فاليري بيلوف
فاليري بيلوف (بالروسية: Белов, Валерий Геннадьевич)‏ هو لاعب هوكي الجليد ومدرب رياضي روسي، ولد في 24 يناير 1967 في موسكو في روسيا.